# Филипович, Анджей
А́нджей Филипо́вич (пол. Andrzej Filipowicz; 13 мая 1938, Варшава) — польский шахматист, международный мастер (1975).
В составе сборной Польши участник 7-и Олимпиад (1960—1966, 1970—1972 и 1978).
Главный арбитр матча за звание чемпиона мира по шахматам 2014 года.

## Изменения рейтинга
| Графики недоступны из-за технических проблем. См. информацию на Фабрикаторе и на mediawiki.org. |